# Ronald Reagan Building
El Ronald Reagan Building and International Trade Center, que lleva el nombre del ex presidente de los Estados Unidos Ronald Reagan, está ubicado en el centro de Washington D. C., y fue el primer edificio federal en Washington diseñado para fines gubernamentales y del sector privado.
Cada una de las organizaciones ubicadas en el edificio de la Avenida Pensilvania está dedicada al comercio internacional y la globalización. Las organizaciones con sede en este edificio incluyen la Agencia de los Estados Unidos para el Desarrollo Internacional, la Oficina de Aduanas y Protección Fronteriza de los Estados Unidos y el Centro Internacional para Académicos Woodrow Wilson. El primer contrato de arrendamiento del sector privado se firmó con la firma de banca de inversión Quarterdeck Investment Partners, Inc. El edificio alberga conferencias, ferias comerciales, eventos culturales y conciertos al aire libre. En el Post 11-S, los requisitos de seguridad para edificios federales de alto perfil han limitado la cantidad de acceso público / privado anticipado por los diseñadores del centro.

## Historia

### Contexto

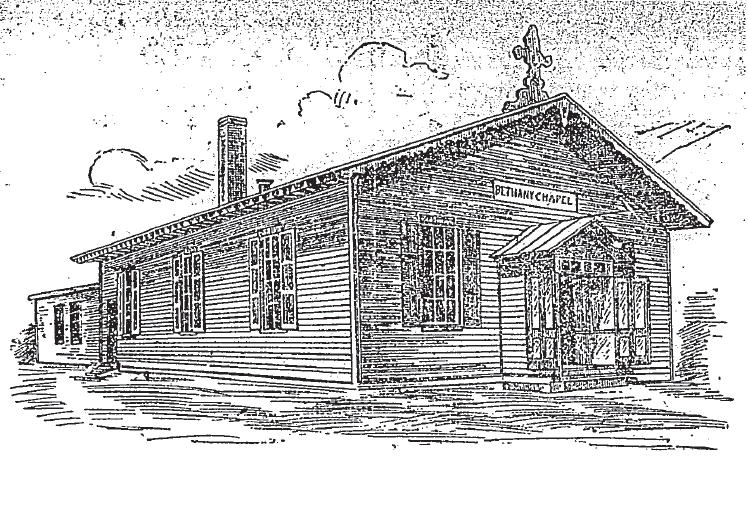
Capilla de Betania en un dibujo del Washington Post del 15/8/03. Una misión de la Iglesia Presbiteriana de New York Avenue, fue construida en 1874 y parece haber sido arrasada para la construcción del Triángulo Federal.

El edificio está ubicado cerca de la estación de metro Federal Triangle en Washington D. C., un área que alguna vez estuvo densamente poblada de tabernas y burdeles. El gobierno federal compró la tierra en la década de 1920, y sería parte de la remodelación del Triángulo Federal de finales de la década de 1920 y 1930. Hasta que comenzó el desarrollo del edificio actual, el área conocida como la "Gran Plaza" se usó como un enorme estacionamiento en el centro.
En las décadas de 1960 y 1970, se estaban realizando esfuerzos para "terminar" el Triángulo Federal mediante la construcción de un gran edificio de oficinas en el lugar del estacionamiento. El primer esfuerzo se produjo en 1972, cuando la administración de Nixon propuso construir un edificio de oficinas de 126 millones de dólares en el lote a tiempo para el bicentenario nacional en 1976. Pero esta propuesta nunca fue contemplada ni financiada seriamente. Un resultado de la propuesta de Nixon fue "el Plan Weese". La administración de Nixon encargó a la empresa de planificación arquitectónica Harry Weese & Associates que elaborara un plan maestro para el desarrollo continuo de Federal Triangle. El Plan Maestro (que se conoció como el Plan Weese) no solo propuso un nuevo edificio de oficinas federales masivo en los estacionamientos del Triángulo. También propuso una nueva serie de caminos peatonales en todo el complejo, titulada "Federal Walk" (Paseo Federal). Este no solo sería una red de aceras diseñadas para mostrar la arquitectura de Federal Triangle; también incluyó destinos como lugares para que los turistas esperaran recorridos por los interiores de cada edificio, arte al aire libre, lugares de descanso y contemplación, e incluso cafés y restaurantes. Federal Walk se implementó gradualmente de manera fragmentada durante los siguientes 15 años, aunque todavía estaba incompleto en 1997. GSA celebró un concurso en 1982 para seleccionar un diseño para un edificio de oficinas de 10 pisos para reemplazar el estacionamiento, pero los organismos de planificación se negaron a aprobar el plan.
Los planes para la construcción de un edificio de oficinas en el estacionamiento del Triángulo Federal encontraron apoyo en 1986. El Federal City Council, una organización cívica privada que había estado promoviendo la construcción de un centro de comercio internacional de 200 millones de dólares en el Distrito de Columbia, abogó por la construcción de su edificio propuesto en Federal Triangle. Los funcionarios de la administración Reagan favorecieron el plan y en octubre de 1986 la propuesta recibió el respaldo de la Administración de Servicios Generales. La idea también recibió el apoyo de los demócratas en el Congreso, especialmente del senador Daniel Patrick Moynihan, un ex asistente de la administración de Kennedy que había defendido durante mucho tiempo la finalización del Triángulo Federal. Hubo cierta oposición a la idea por parte de los funcionarios de planificación y otros, que estaban consternados por la pérdida de estacionamiento en el centro de la ciudad y que temían que los 1300 a 2600 espacios de estacionamiento subterráneo propuestos por el centro comercial no se construirían debido a las malas condiciones del suelo. El 7 de agosto de 1987, el Congreso aprobó un proyecto de ley (casi unánimemente) para proporcionar 362 millones de dólares para la construcción de un "Centro Internacional de Cultura y Comercio" en el estacionamiento del Triángulo Federal. El plan era proporcionar espacio de oficina para los departamentos de Justicia y de Estado. La legislación también estipulaba que aunque el gobierno de los Estados Unidos financiaría el edificio, un desarrollador privado lo construiría. El gobierno federal alquilaría el espacio al desarrollador privado durante 30 años, después de lo cual la propiedad del edificio volvería al gobierno. El proyecto de ley también requería que el edificio fuera económicamente autosuficiente dentro de los dos años posteriores a su finalización. Los precios de alquiler durante la vigencia del arrendamiento se mantendrían estables. Era sólo la quinta vez que el gobierno firmaba un acuerdo de "arrendamiento con opción de compra". Con 130.000 m² de espacio para oficinas y 46 000 m² de espacio para las actividades del centro comercial, el centro comercial planeado sería más grande que cualquier otro edificio de propiedad federal con excepción del Pentágono. El proyecto de ley también requería que el centro comercial fuera "diseñado en armonía con los edificios históricos y gubernamentales en los alrededores,... refleje la importancia simbólica y el carácter histórico de la Avenida Pensilvania y la capital de la nación, y... represente la dignidad y estabilidad de el Gobierno federal." Se estableció un panel de nueve miembros para aprobar cualquier plan, e incluyó a los secretarios de Estado, Agricultura y Comercio; el alcalde del Distrito de Columbia ; y cinco miembros del público. Se esperaba que el edificio estuviera terminado en 1992. El presidente Ronald Reagan promulgó la Ley Federal de Desarrollo del Triángulo el 22 de agosto de 1987.

### Diseño y construcción

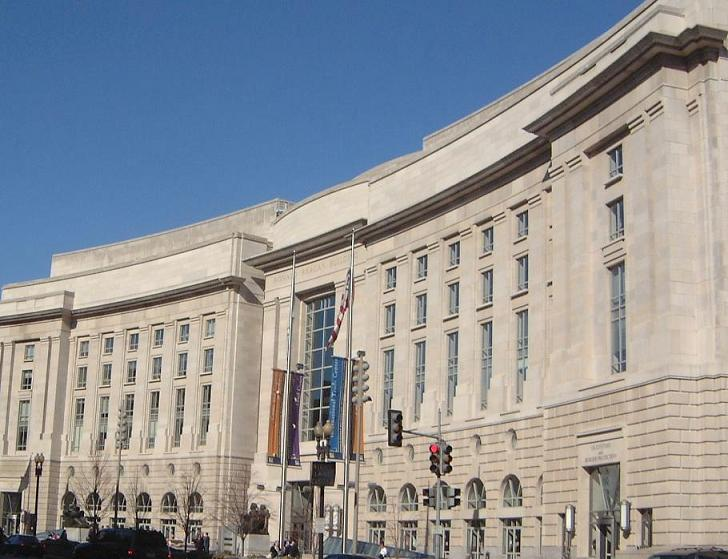
La fachada de la calle 14 NW del edificio Ronald Reagan en 2006.

Las especificaciones de diseño preliminares requerían que el edificio final no fuera más alto que las estructuras del Triángulo Federal existentes, estuviera construido con materiales similares, enfatizara el tráfico peatonal y tuviera un estilo arquitectónico "simpático". Un modelo arquitectónico de las firmas de Notter Finegold & Alexander, Mariani & Associates y Bryant & Bryant mostraba un edificio con una fachada larga e ininterrumpida a lo largo de la calle 14 NW y dos hemiciclos con columnas en el lado este (que coincidían con el hemiciclo del edificio del Departamento de Correos). Las especificaciones de diseño preliminares fueron criticadas por no especificar más claramente el estilo arquitectónico, por traer otros 10 000 nuevos trabajadores a Federal Triangle cada día, y por reducir el número requerido de espacios de estacionamiento en un 30 % a solo 1300. Los cinco miembros públicos del comité de diseño fueron nombrados el 6 de abril de 1988 y fueron el exsenador Charles H. Percy, presidente; Harry McPherson, presidente del Ayuntamiento Federal; Donald A. Brown, presidente del Grupo de Trabajo del Centro Internacional del Consejo Federal de la Ciudad; Michael R. Garder, miembro de la Pennsylvania Avenue Development Corporation ; y Judah C. Sommer, abogado local. La inauguración del edificio, que ahora cuesta 350 millones de dólares, estaba programada para 1989 y su finalización en 1993. A mediados de 1988 estallaron desacuerdos sobre qué agencias federales deberían instalarse en la estructura y si deberían estar relacionadas con el comercio o con la política exterior. En junio de 1989 se presentaron siete diseños, cada uno de los cuales incorpora una estructura de base-media-corona y está encerrado en materiales tradicionales (fachada de piedra caliza, ventanas verticales de vidrio, tejas de terracota). Cada diseño incorporó un nuevo hogar para el Centro Internacional para Académicos Woodrow Wilson (perteneciente al Instituto Smithsoniano ), un monumento al aire libre para el presidente Woodrow Wilson y un espacio de exhibición y venta al por menor.
La construcción comenzó a mediados de 1989. Los contratistas estimaron el costo del edificio entre 550 y 800 millones de dólares, mucho más alto que el precio original anticipado de 350 millones. El comité de diseño eligió el diseño de 738,3 millones presentado por Pei Cobb Freed & Partners en octubre de 1989. Un consorcio liderado por el desarrollador de Nueva York William Zeckendorf Jr. y Larry Silverstein fue elegido para construir y operar el edificio y arrendarlo al gobierno. Una de las empresas que había perdido este contrato impugnó posteriormente el proceso de licitación.

### Cancelación, finalización y apertura
Los aumentos significativos de costos llevaron a que el proyecto fuera suspendido por la administración de George H. W. Bush. La Administración de Servicios Generales se negó a firmar el borrador del contrato de arrendamiento, argumentando que los costos de alquiler del edificio eran demasiado altos y costarían (en lugar de ahorrar) al gobierno entre 18 y 24 millones de dólares al año. Aunque Pei Cobb Freed acordó investigar cambios de diseño para hacer el proyecto menos costoso, al menos un miembro del Congreso declaró el proyecto muerto. En septiembre de 1990, el equipo de arquitectura hizo cambios que recortaron 82 millones de dólares del costo del edificio (incluida la eliminación de dos teatros, la reducción del vestíbulo de recepción, el uso de yeso en lugar de piedra, la sustitución de aluminio por bronce en la moldura y la reducción de la tamaño de las puertas interiores), reduciendo el precio a 656 millones de dólares. Delta Partnership, un consorcio de desarrollo liderado por el desarrollador de Nueva York William Zeckendorf Jr., fue elegido para operar el edificio y arrendarlo al gobierno. Otro cambio de diseño se produjo en enero de 1991, cuando el número de plazas de aparcamiento aumentó en un 12,6 ̥ a 2500 plazas. Pero los cambios no resolvieron las polémicas que envuelven el proyecto. Donald A. Brown, miembro del comité de diseño, renunció al comité a fines de 1991, quejándose de que la administración Bush se estaba entrometiendo en el diseño del proyecto. Dos días después, Eleanor Holmes Norton, delegada de Distrito de Columbia al Congreso, repitió estos cargos. El 19 de enero de 1992, incluso mientras se cavaban los cimientos del centro comercial, la GSA dijo que el edificio no alcanzaría la autosuficiencia financiera. Un informe separado encargado por la administración Bush llegó a conclusiones similares. El 25 de enero de 1992, la administración Bush canceló el proyecto de construcción del centro de comercio internacional. Días después, un tribunal de distrito de los Estados Unidos dictaminó que Delta Partnership había sido elegido en violación de las pautas de contratación federales, aunque el tribunal también se negó a revocar la adjudicación después de no encontrar ningún sesgo en el proceso de adjudicación. Los expertos en construcción condenaron la decisión y dijeron que los costos del edificio podrían aumentar a más de 1200 millones de dólares si la construcción se reanuda en un momento posterior.
La decisión de cancelar el edificio fue revocada el 2 de diciembre de 1993 por la administración de Bil Clinton. Aunque el edificio fue diseñado originalmente para ser un importante destino turístico y proporcionar un impulso al desarrollo económico en el área del centro, el edificio fue reutilizado para ser un simple edificio de oficinas. En lugar de una combinación de inquilinos federales y privados, las agencias federales ahora estaban programadas para ocupar el 80 % del espacio de oficinas. En enero de 1995, la estructura tenía un retraso de dos años. Para septiembre de 1995, se había fijado una fecha tentativa de ocupación de diciembre de 1996. El edificio recibió el nombre del expresidente Ronald Reagan en octubre de 1995. Todavía había fallas de diseño ocasionales. Por ejemplo, la GSA aprobó dos esculturas importantes para Woodrow Wilson Plaza en 1994, ordenó abruptamente que se detuviera el trabajo en las esculturas en junio de 1996 y luego ordenó que se reanudaran las obras en julio de 1996. La construcción se redujo aún más y, para enero de 1997, la ocupación estaba prevista para el verano siguiente. La construcción siguió retrasándose y solo se terminó 1998. No obstante, los funcionarios federales planearon trasladar a más de 480 empleados de la Agencia de Protección Ambiental al edificio en julio de 1997. En ese momento, las preocupaciones de seguridad habían llevado a varios cambios de diseño adicionales (incluida una reducción en la cantidad de espacios de estacionamiento a solo 1900), y el costo de la estructura había aumentado a 738 millones de dólares.
Bill Clinton y la ex primera dama Nancy Reagan inauguraron el edificio el edificio se inauguró en mayo de 1998.  Se incluyeron tres grandes obras de arte en el edificio. El primero, del escultor Stephen Robin, es una rosa gigantesca con tallo y un lirio, ambos hechos de aluminio fundido y colocados sobre pedestales de piedra. El segundo, de Martin Puryear es una torre minimalista de metal soldado marrón titulada Bearing Witness que se encuentra en la plaza Woodrow Wilson. El tercero, ubicado dentro del atrio del edificio, es una instalación de neón de varios pisos de Keith Sonnier titulada Route Zenith. El costo final de la estructura fue de 818 millones de dólares.
A principios de 2015, la Administración de Servicios Generales anunció que los espacios interiores del edificio Reagan habían "alcanzado el final previsto del ciclo de vida en casi todas las áreas de acabados, alfombras, muebles, accesorios y equipos", y comenzó a buscar contratistas para renovar ampliamente la estructura.

## Usos
El centro de conferencias alberga más de 1,200 eventos cada año, incluidas muchas de las galas sociales anuales de Washington, como la Cena Anual de la Asociación de Comercio Internacional de Washington, y anteriormente incluía la Conferencia de Acción Política Conservadora. El Centro de Comercio Internacional ofrece dos grandes salones de baile, espacio para exposiciones, espacio previo a la función y otros espacios de recepción. El Woodrow Wilson Plaza al aire libre de cuatro acres también se usa en eventos especiales y galas.
Con el estacionamiento más grande de la ciudad, un centro de información y una estación de metro, el edificio es visitado por más de un millón de turistas cada año. La serie de conciertos de verano que se llevan a cabo en la plaza Woodrow Wilson y las muchas opciones de comida atraen a muchos al edificio durante la hora del almuerzo. A partir de 2016, en un entrepiso, el edificio alojó la exhibición del ministerio del ambiente, que posteriormente fue ampliada a museo.  El Museo Nacional de los Niños se inauguró en el edificio el 24 de febrero de 2020.

## Galería

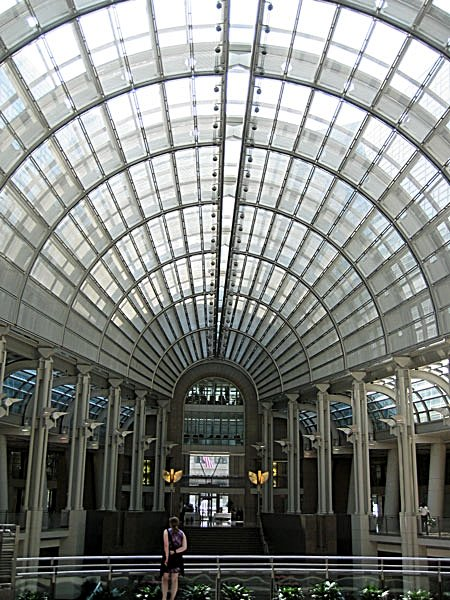
Atrio
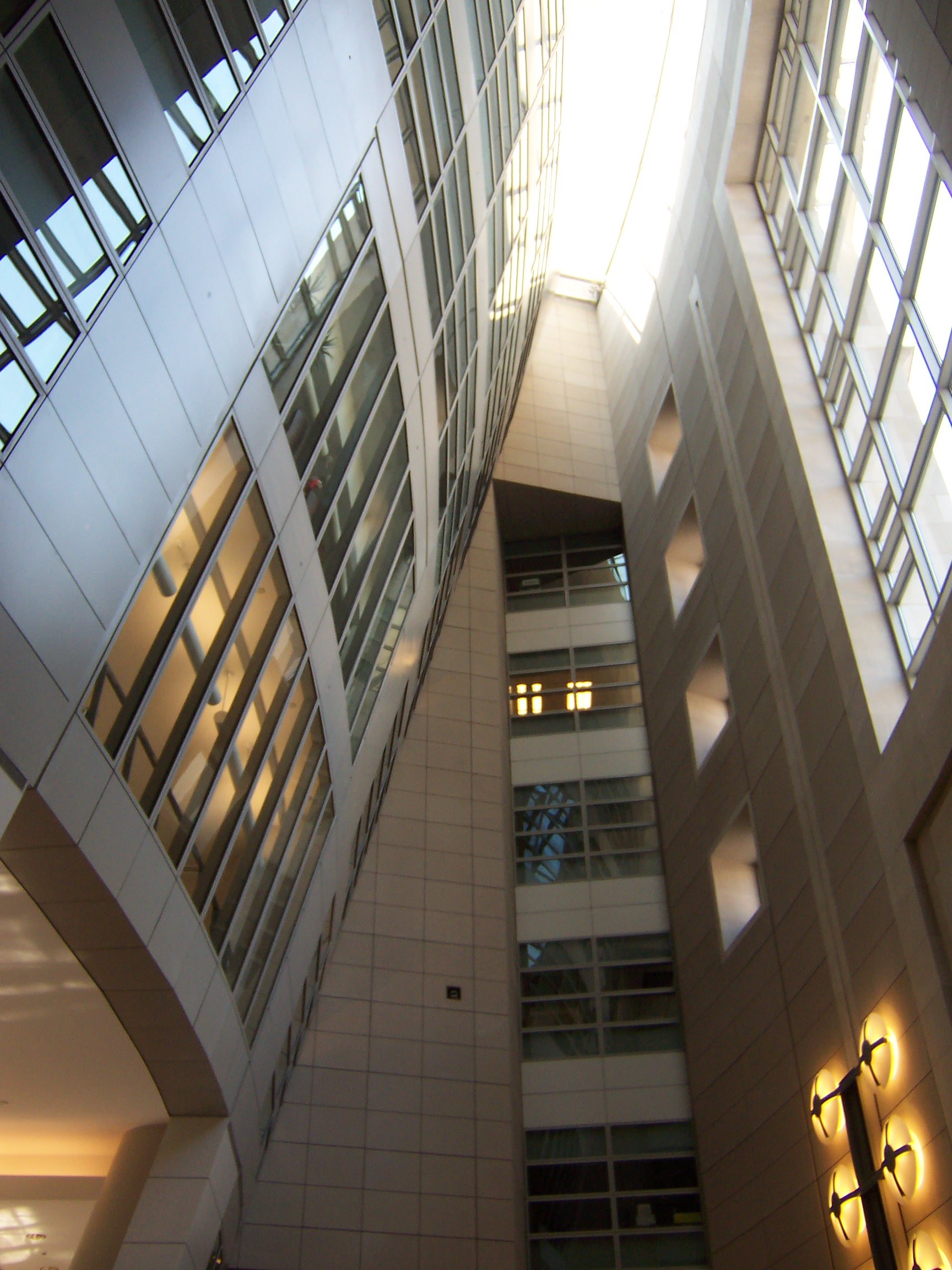
Vestíbulo
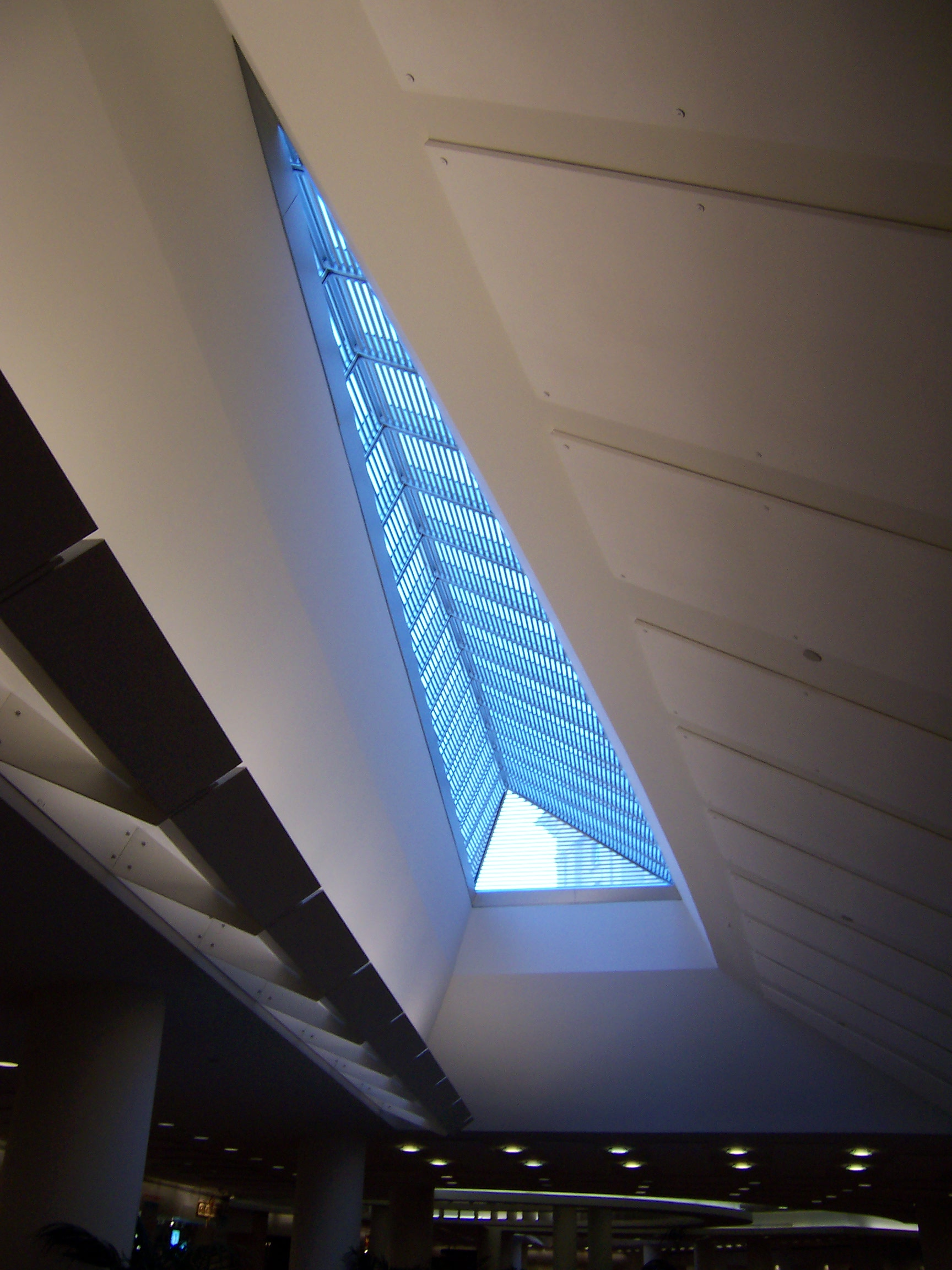
Claraboya tetraédrica
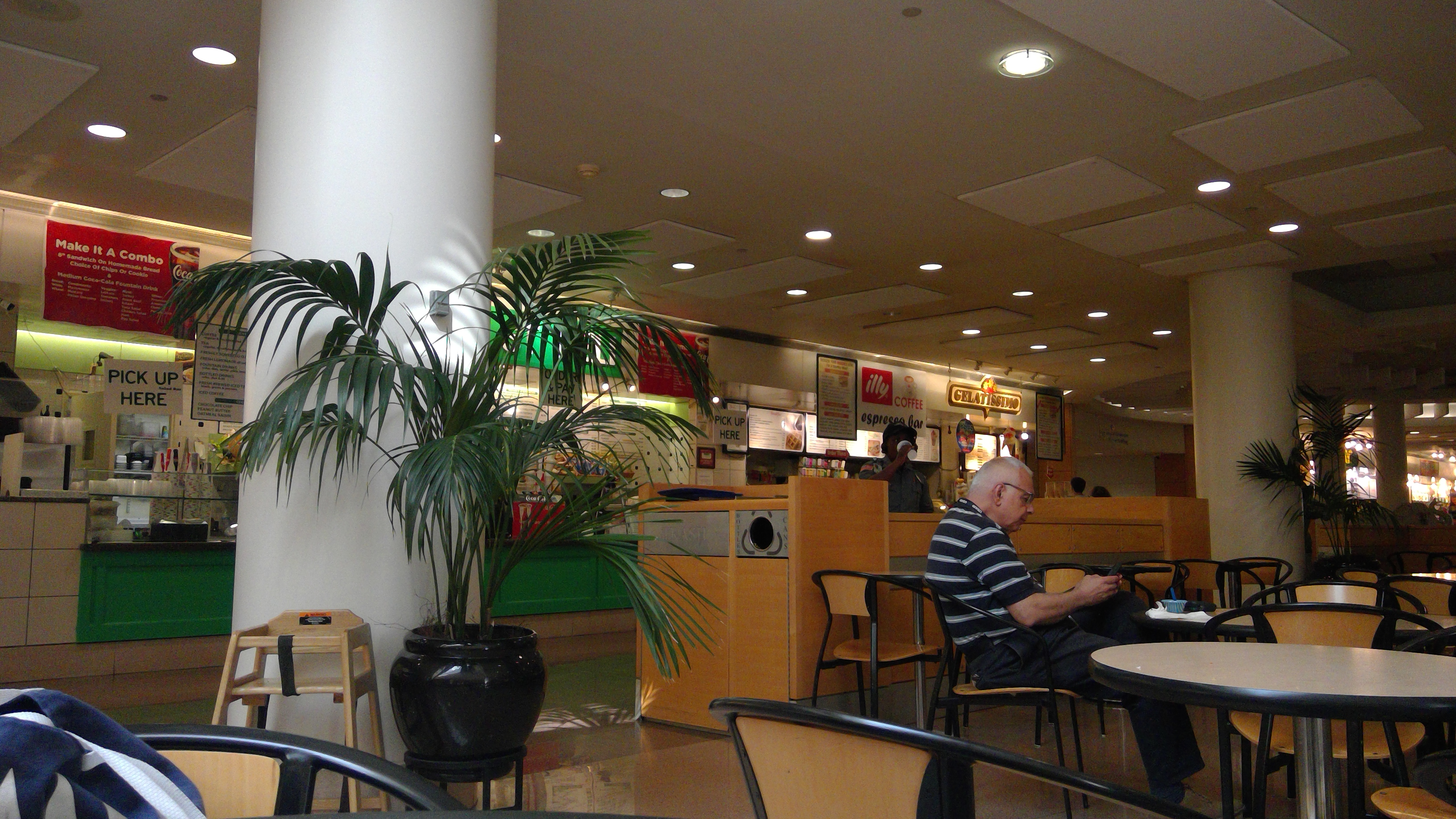
Patio de comidas con comedor
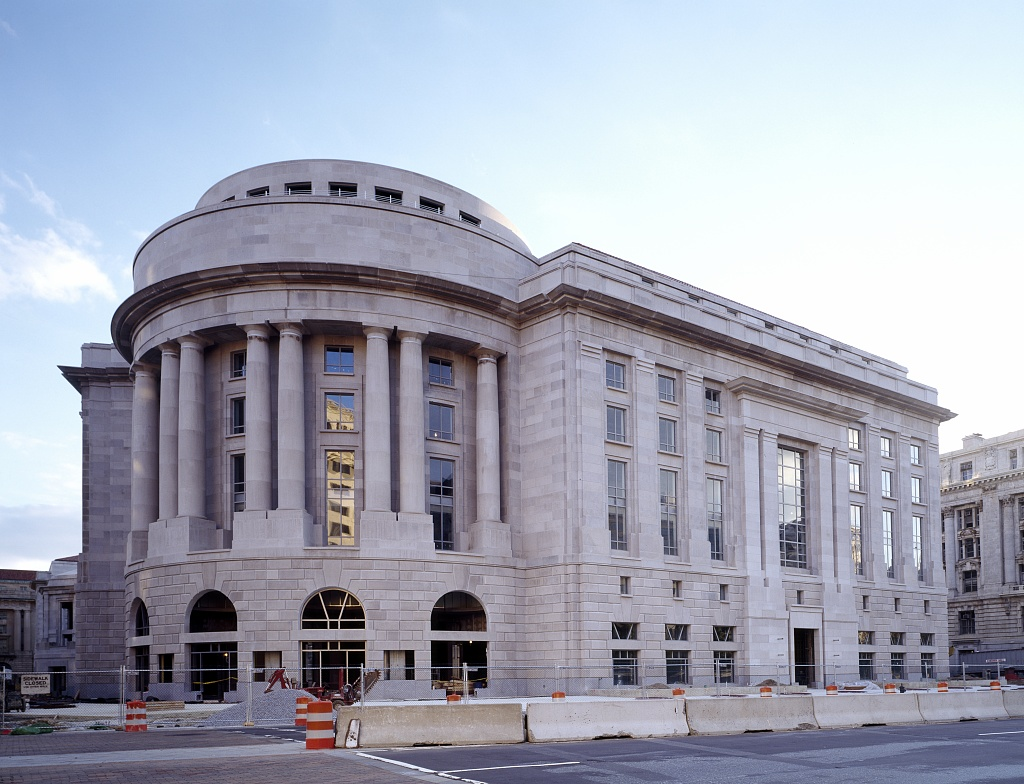
En construcción
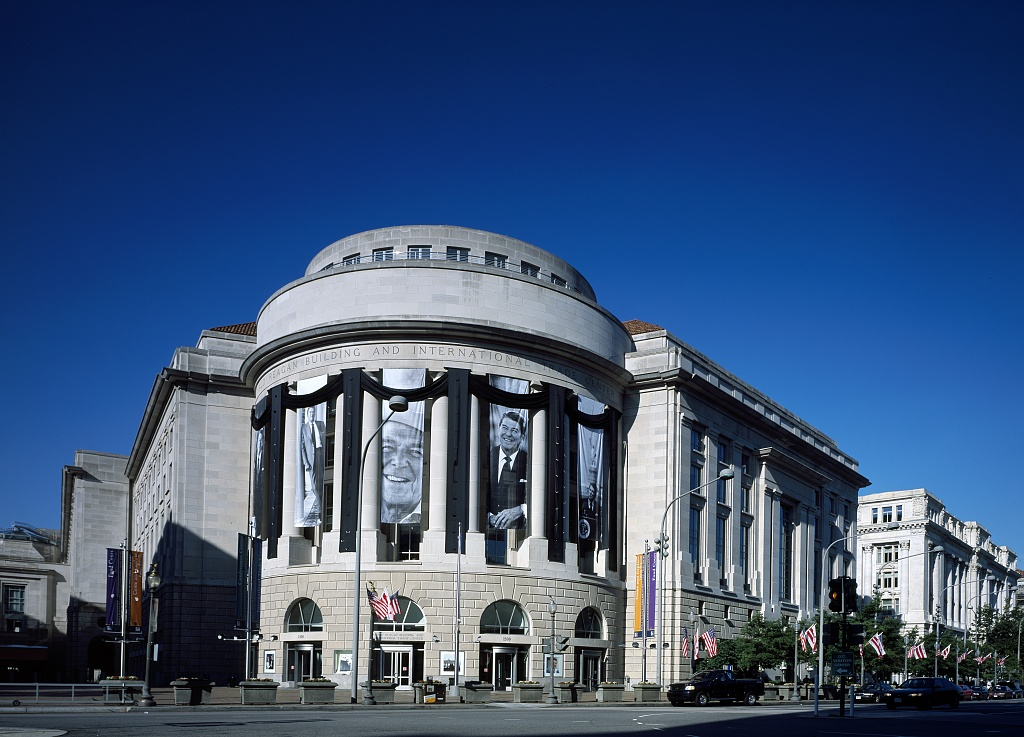
Con cortinas negras y fotografías tras la muerte de Reagan en 2004
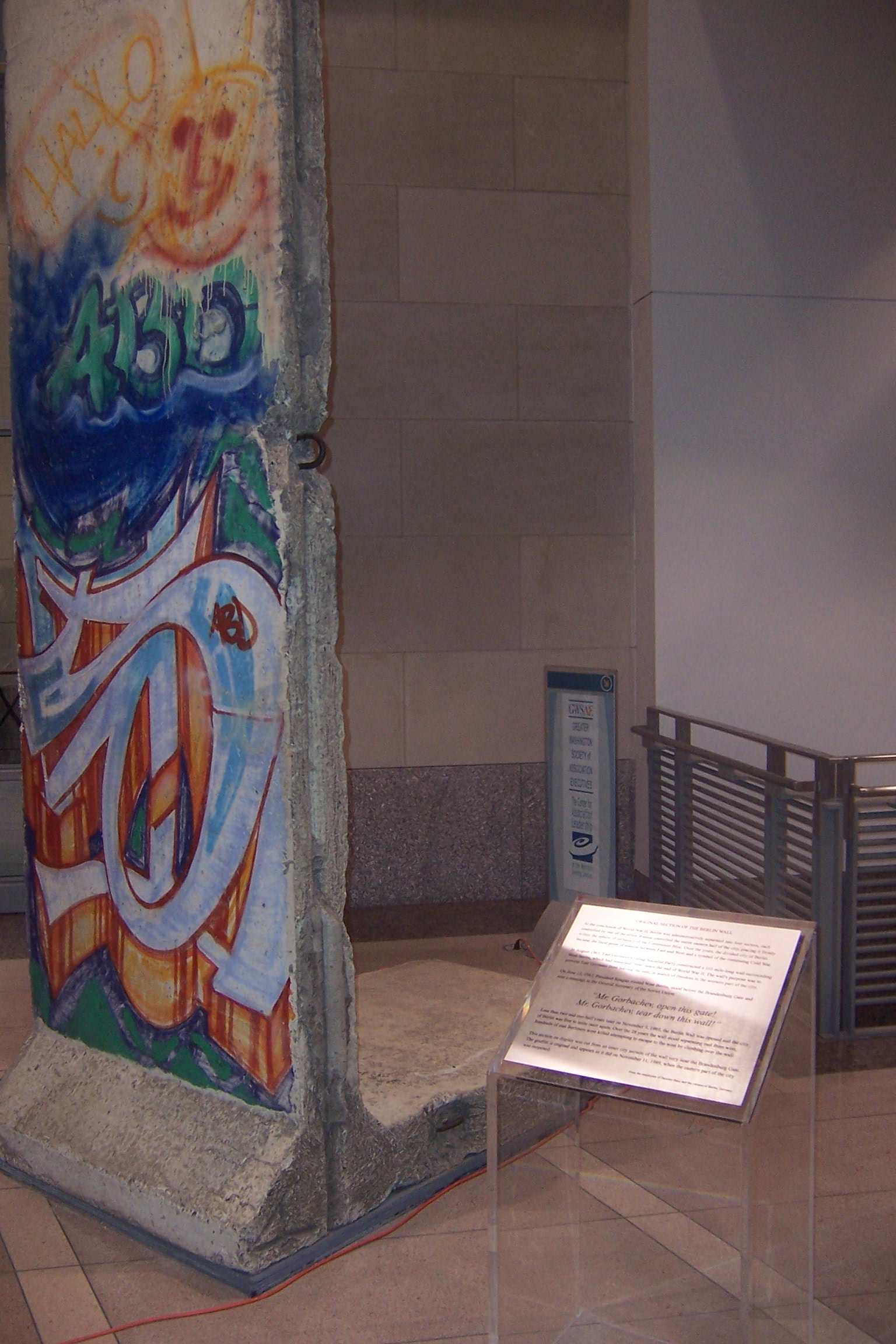
Segmento del Muro de Berlín